# 2007—2008年西南印度洋熱帶氣旋季
2007－2008年西南印度洋熱帶氣旋季在2007年11月15日開始，並在2008年4月30日完結（某些地區的熱帶氣旋季在2008年5月15日完結）。
此文內容只包含在西南印度洋形成的熱帶氣旋的介紹。
風暴是由留尼汪氣象部發出報告。如果一個熱帶低氣壓在南緯0-40度，東經31-55度之間增強為中度熱帶風暴的話，馬達加斯加就會為它命名。如果一個熱帶低氣壓在南緯0-40度，東經55-90度之間增強為中度熱帶風暴的話，模里西斯就會為它命名。

## 熱帶氣旋
如果一個熱帶低氣壓在南緯0-40度，東經31-90度之間增強為中度熱帶風暴的話，馬達加斯加或模里西斯就會為它命名。由於每年都會有新的名字清單，所以不用停用名字。
以下所有氣旋的強度及其他相關資訊均以留尼汪氣象部公報為準。

### 熱帶氣旋 01U
在7月27日，一熱帶擾動在西南印度洋形成。它在7月29日橫過邊界進入東南印度洋範圍，被聯合颱風警報中心升格為一熱帶氣旋，並被柏斯熱帶氣旋警告中心定為熱帶低氣壓。第二天，聯合颱風警報中心為它發出最後報告。它在7月31日消散。
在事後報告中，柏斯熱帶氣旋警告中心將它升格為一級熱帶氣旋。同時，留尼汪氣象部把它從熱帶擾動名單中移除。

### 熱帶擾動 01R
在10月12日，一熱帶擾動形成。同日，它減弱為一低壓區。第二天，它重新增強為一熱帶擾動。同日，留尼汪氣象部為它發出最後報告。

### 強烈熱帶風暴李-阿里爾（Lee–Ariel）
在11月13日，一熱帶低氣壓在蘇門答臘之西南形成。第二天，它增強為一熱帶氣旋並被命名為Lee。它在同日橫過邊界進入東南印度洋範圍。11月15日，它橫過邊界進入西南印度洋範圍，並被留尼汪氣象部定為強烈熱帶風暴，重新命名為Ariel。11月17日，它減弱為一中度熱帶風暴。同日，它減弱為一熱帶低氣壓。第二天，它減弱為一熱帶擾動，留尼汪氣象部為它發出最後報告。

### 強烈熱帶風暴邦榮（Bongwe）
在11月18日，一熱帶擾動在留尼汪之東北形成。同日，它增強為一熱帶低氣壓。第二天，它增強為一中度熱帶風暴並被命名為Bongwe。同日，它增強為一強烈熱帶風暴。11月20日，它減弱為一中度熱帶風暴。11月22日，它增強為一強烈熱帶風暴。第二天，它減弱為一中度熱帶風暴。同日，它減弱為一熱帶低氣壓。同日，聯合颱風警報中心為它發出最後報告。11月24日，它減弱為一熱帶擾動。同日，留尼汪氣象部為它發出最後報告。

### 中度熱帶風暴塞萊納（Celina）
在12月12日，一低壓區在留尼汪之東北形成。第二天，它增強為一熱帶擾動。同日，聯合颱風警報中心將它確認為熱帶氣旋。12月14日，它增強為一熱帶低氣壓。12月17日，它增強為一中度熱帶風暴並被命名為Celina。第二天，聯合颱風警報中心為它發出最後報告。同日，它減弱為一熱帶低氣壓。12月19日，它減弱為一熱帶擾動。12月21日，留尼汪氣象部為它發出最後報告。

### 中度熱帶風暴達馬（Dama）
在12月18日，一熱帶擾動在留尼汪之東北形成。同日，聯合颱風警報中心將它確認為熱帶氣旋。同日，它增強為一熱帶低氣壓。第二天，它短暫地增強為一中度熱帶風暴，但未被毛里裘斯命名，就已減弱為一熱帶低氣壓。12月20日，它重新增強為一中等熱帶風暴並被命名為Dama。第二天，它減弱為一熱帶低氣壓。同日，它減弱為一消散中低氣壓。同日，留尼汪氣象部為它發出最後報告。同日，它橫過邊界進入東南印度洋，並被定為熱帶低氣壓。12月22日，澳洲氣象部為它發出最後報告。

### 中度熱帶風暴埃爾努斯（Elnus）
在12月30日，一低壓區在留尼汪之西形成。第二天，它增強為一熱帶擾動。同日，它增強為一熱帶低氣壓。同日，聯合颱風警報中心將它確認為熱帶氣旋。1月1日，它增強為一中度熱帶風暴並被命名為Elnus。第二天，它減弱為一熱帶低氣壓。1月3日，它減弱為一熱帶擾動。同日，聯合颱風警報中心為它發出最後報告。第二天，它轉性為一溫帶低壓，留尼汪氣象部為它發出最後報告。

### 熱帶擾動 07R
在1月6日，一低壓區在留尼汪之東北形成。1月8日，它增強為一熱帶擾動。第二天，留尼汪氣象部為它發出最後報告。

### 熱帶氣旋費埃姆（Fame）
在1月24日，一低壓區在留尼汪之西北形成。同日，它增強為一熱帶擾動。第二天，它增強為一熱帶低氣壓。同日，它增強為一中度熱帶風暴並被命名為Fame。同日，聯合颱風警報中心將它確認為熱帶氣旋。1月26日，它增強為一強烈熱帶風暴。第二天，它增強為一熱帶氣旋。同日，它在Besalampy登陸。同日，它減弱為一內陸低壓。1月28日，聯合颱風警報中心為它發出最後報告。同日，留尼汪氣象部為它發出最後報告。第二天，留尼汪氣象部為它重新發出報告，並定它為一熱帶擾動。同日，它增強為一熱帶低氣壓。同日，聯合颱風警報中心重新為它發出報告。2月1日，聯合颱風警報中心為它發出最後報告。同日，留尼汪氣象部為它發出最後報告。

### 熱帶氣旋古拉（Gula）
在1月26日，一低壓區在留尼汪之東北形成。同日，它增強為一熱帶擾動。第二天，聯合颱風警報中心將它確認為熱帶氣旋。同日，它增強為一熱帶低氣壓。同日，它增強為一中度熱帶風暴並被命名為Gula。1月28日，它增強為一強烈熱帶風暴。第二天，它增強為一熱帶氣旋。1月30日，它減弱為一強烈熱帶風暴。同日，它減弱為一中度熱帶風暴。第二天，它增強為一強烈熱帶風暴。2月1日，它減弱為一中度熱帶風暴。同日，它轉性為一溫帶低壓，留尼汪氣象部為它發出最後報告。第二天，聯合颱風警報中心為它發出最後報告。

### 強烈熱帶氣旋洪多（Hondo）
在2月2日，一低壓區在留尼汪之東北形成。第二天，它增強為一熱帶擾動。2月4日，它增強為一熱帶低氣壓。同日，聯合颱風警報中心將它確認為熱帶氣旋。同日，它增強為一中度熱帶風暴並被命名為Hondo。第二天，它增強為一強烈熱帶風暴。同日，它增強為一熱帶氣旋。2月7日，它增強為一強烈熱帶氣旋。2月10日，它減弱為一熱帶氣旋。第二天，它減弱為一強烈熱帶風暴。同日，它減弱為一中度熱帶風暴。2月12日，聯合颱風警報中心為它發出最後報告。同日，它減弱為一消散中低氣壓。同日，留尼汪氣象部為它發出最後報告。2月21日，留尼汪氣象部重新為它發出報告，並將它升格為一熱帶擾動。同日，它增強為一熱帶低氣壓。第二天，它減弱為一熱帶擾動。2月23日，它增強為一熱帶低氣壓。同日，聯合颱風警報中心重新為它發出報告。同日，它在留尼汪登陸。第二天，它減弱為一熱帶擾動。同日，聯合颱風警報中心為它發出最後報告。同日，留尼汪氣象部為它發出最後報告。

### 強烈熱帶氣旋伊万（Ivan）
在2月5日，一低壓區在留尼汪之東北形成。第二天，它增強為一熱帶擾動。2月7日，它增強為一熱帶低氣壓。同日，它增強為一中度熱帶風暴並被命名為Ivan。同日，聯合颱風警報中心將它確認為熱帶氣旋。同日，它增強為一強烈熱帶風暴。2月11日，它增強為一熱帶氣旋。第二天，它減弱為一強烈熱帶風暴。同日，它減弱為一中等熱帶風暴。2月14日，它增強為一強烈熱帶風暴。第二天，它增強為一熱帶氣旋。2月16日，它增強為一強烈熱帶氣旋。第二天，它在Fanoarivo登陸。同日，它減弱為一內陸低壓。2月18日，留尼汪氣象部為它發出最後報告。同日，聯合颱風警報中心為它發出最後報告。2月21日，留尼汪氣象部重新為它發出報告，並將它降格為一消散中低氣壓。同日，留尼汪氣象部為它發出最後報告。第二天，留尼汪氣象部重新為它發出報告，並將它升格為一低壓區。同日，留尼汪氣象部為它發出最後報告。

### 強烈熱帶氣旋喬克榮（Jokwe）
在3月2日，一低壓區在留尼汪之東北形成。3月4日，它增強為一熱帶擾動。同日，聯合颱風警報中心將它確認為熱帶氣旋。第二天，它增強為一熱帶低氣壓。同日，它增強為一中度熱帶風暴並被命名為Jokwe。同日，它在馬達加斯加登陸。3月6日，它增強為一熱帶氣旋。第二天，它減弱為一強烈熱帶風暴。同日，它增強為一熱帶氣旋。同日，它增強為一強烈熱帶氣旋。3月8日，它在莫桑比克島和Angoche之間登陸。同日，它減弱為一熱帶氣旋。第二天，它減弱為一強烈熱帶風暴。同日，它增強為一熱帶氣旋。3月11日，它增強為一強烈熱帶氣旋。同日，它減弱為一熱帶氣旋。第二天，它減弱為一強烈熱帶風暴。3月13日，它增強為一熱帶氣旋。同日，它減弱為一強烈熱帶風暴。第二天，它減弱為一中度熱帶風暴。同日，它減弱為一熱帶低氣壓。3月15日，它減弱為一熱帶擾動。同日，留尼汪氣象部為它發出最後報告。

### 強烈熱帶氣旋康巴（Kamba）
在3月5日，一低壓區在留尼汪之東北形成。第二天，它增強為一熱帶擾動。3月7日，它增強為一熱帶低氣壓。同日，聯合颱風警報中心將它確認為熱帶氣旋。3月9日，它增強為一中度熱帶風暴並被命名為Kamba。同日，它增強為一強烈熱帶風暴。第二天，它增強為一熱帶氣旋。同日，它增強為一強烈熱帶氣旋。3月11日，它減弱為一熱帶氣旋。第二天，它減弱為一強烈熱帶風暴。同日，聯合颱風警報中心為它發出最後報告。同日，它減弱為一中度熱帶風暴。同日，它減弱為一消散中低氣壓。同日，留尼汪氣象部為它發出最後報告。

### 中度熱帶風暴洛拉（Lola）
在3月18日，一低壓區在留尼汪之東北形成。第二天，它增強為一熱帶擾動。3月21日，它增強為一熱帶低氣壓。同日，聯合颱風警報中心將它確認為熱帶氣旋。第二天，它增強為一中度熱帶風暴並被命名為Lola。同日，它減弱為一熱帶低氣壓。3月24日，它減弱為一熱帶擾動。同日，聯合颱風警報中心為它發出最後報告。3月25日，它增強為一熱帶低氣壓。同日，它減弱為一熱帶擾動。第二天，它減弱為一低氣壓。同日，留尼汪氣象部為它發出最後報告。

## 風暴名稱
| - Ariel - Bongwe - Celina - Dama - Elnus - Fame - Gula - Hondo - Ivan | - Jokwe - Kamba - Lola - Marabe（未用） - Nungu（未用） - Ofelia（未用） - Pulane（未用） - Qoli（未用） - Rossana（未用） | - Sama（未用） - Tuma（未用） - Uzale（未用） - Vongai（未用） - Warona（未用） - Xina（未用） - Yeba（未用） - Zefa（未用） |

## 內部連結
- 2007－2008年澳洲地區熱帶氣旋季
- 2007－2008年南太平洋熱帶氣旋季
- 2007年太平洋颱風季
- 2007年太平洋颶風季
- 2007年大西洋颶風季
- 2007年北印度洋氣旋季
- 2008年太平洋颱風季
- 2008年太平洋颶風季
- 2008年大西洋颶風季
- 2008年北印度洋氣旋季

## 外部連結
- Joint Typhoon Warning Center (JTWC)
- Météo France (RSMC La Réunion)
- World Meteorological Organization

| Un* | 01R | A | B | C | D | E | 07R |
|     |     |   |   |   |   |   |     |
| F   | G   | H | I | J | K | L |     |

| 留尼汪法國氣象局氣象分部熱帶氣旋等級 |    |     |     |    |     |      |
| DI                                   | TD | MTS | STS | TC | ITC | VITC |